# Weston-super-Mare
Weston-super-Mare es una ciudad balneario y parroquia civil en North Somerset, parte del condado ceremonial de Somerset en Inglaterra. De 1974 a 1996 estaba en el condado de Avon.  Se encuentra en la costa del Canal de Bristol, 18 millas (29 km) al suroeste de Bristol, ocupando la costa entre Worlebury Hill y Bleadon Hill.  Incluye los suburbios de Oldmixon, West Wick y Worle. Su población según el censo de 2001 era de 71.758 habitantes.  Está hermanada con Hildesheim, Alemania.

## Toponimia
La parte inicial Weston proviene del anglosajón west tun (asentamiento del oeste) y del latín super-Mare significa "en el mar". Esta parte descriptiva de su nombre, "super-Mare", es inusual porque está escrita en latín medieval y fue registrada por primera vez por un desconocido clérigo medieval, probablemente para distinguirlo de otros asentamientos llamados Weston en la misma zona. Existe un mito popular que cuenta que la descripción fue una posterior invención victoriana.  A menudo la gente[¿quién?] escribe el nombre del pueblo como "Weston-Super-Mare", lo que sin embargo, es incorrecto, ya que "super" siempre deberá ser escrito en minúsculas.

## Historia

### Historia temprana

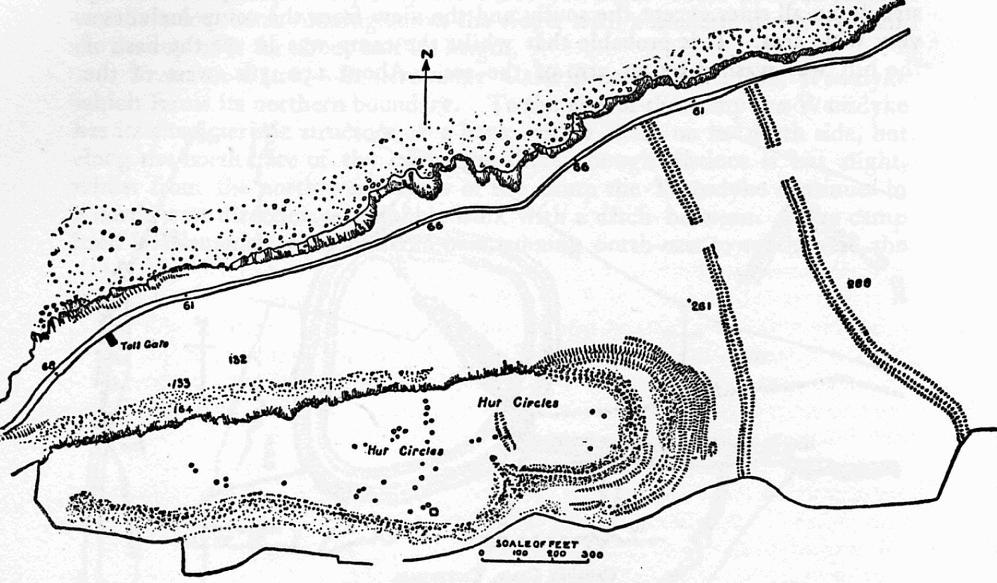
Plano de Worlebury Camp.

La estructura más antigua de Weston es el campamento Worlebury Camp, en Worlebury Hill, que data de la Edad de Hierro.
La iglesia medieval de San Juan ha sido reconstruida, pero su predicación de la Cruz sobrevive. La antigua rectoría es una estructura de principios del siglo XIX con añadidos posteriores. A pesar de que sigue estando adyacente a la iglesia no ha sido la casa del párroco desde el final del siglo XIX.  Hoy en día es conocida como Glebe House y está dividida en apartamentos.
El restaurante Old Thatched Cottage en el paseo marítimo data de 1774, es la parte sobreviviente de una casa de verano construida por el Rvdo. William Leeves de Wrington.

### Siglo XIX
A principios del siglo XIX, Weston era un pequeño pueblo azotado por el viento, de aproximadamente 30 casas, que se encontraba frente al mar detrás de una línea de dunas de arena, que había sido creada como un dique primitivo poco después de las inundaciones del canal de Brístol en 1607. Los miembros de la familia Pigott de Brockley, que eran los señores locales, tenían una residencia de verano en Grove House.  Weston, debe su crecimiento y prosperidad al auge de las vacaciones en la playa durante la era victoriana.
La construcción del primer hotel en la aldea, llamado inicialmente "Reeves" (ahora, el Hotel Royal), comenzó en 1808. Junto a la vecina Burnham-on-Sea, Weston se benefició de la proximidad a Bristol, Bath y Gales del Sur.  El primer intento de un puerto artificial se hizo a finales de 1820 en el islote de Knightstone y una rampa fue construida desde Anchor Head hasta Birnbeck Island.

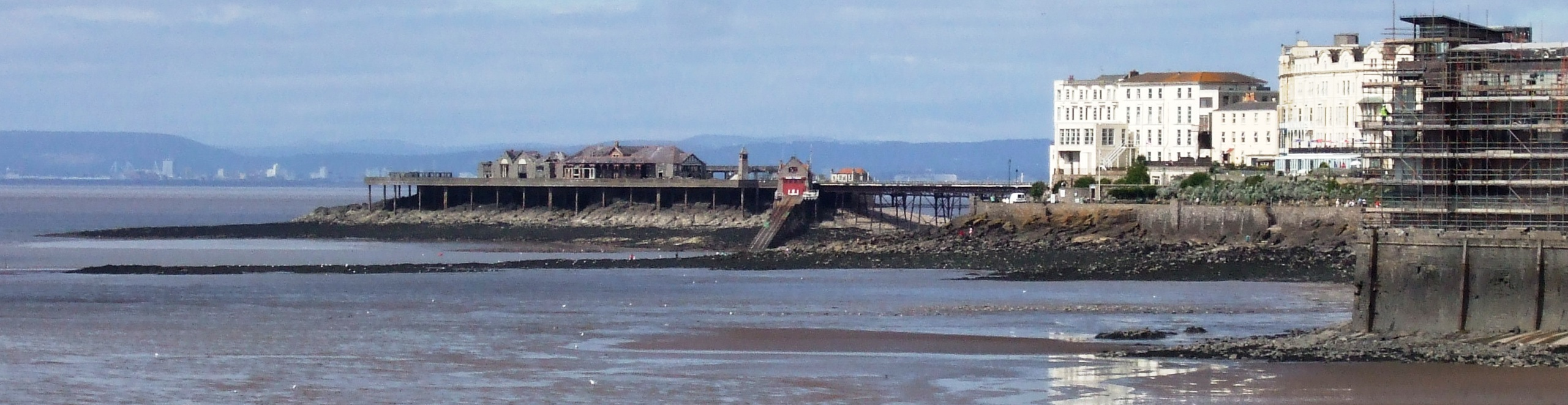
Birnbeck Pier, muelle de Birnbeck.

Isambard Kingdom Brunel y su familia vivían en Weston, en Swiss Villa (en la esquina oriental de Alexandra Parade y Swiss Road), mientras supervisaba la construcción de la línea ferroviaria Bristol - Exeter en la zona. Con la apertura de la vía férrea, en 1841, miles de visitantes llegaron hasta la ciudad de Bristol, los Midlands y más allá, en las excursiones laborales y en días festivos.  Además, las familias mineras venían a través del canal de Bristol desde el sur de Gales en barco de vapor. Para atender a los visitantes, Birnbeck Pier fue terminado en 1867, ofreciéndoles sus salas de juego, salones de té, paseos en parque de atracciones y un estudio fotográfico. Sin embargo, ahora se encuentra en estado de abandono y se ha añadido recientemente a la lista de edificios del Patrimonio Inglés en peligro de extinción, pero todavía es posible para los visitantes maravillarse de la estructura tras la alambrada.  Fue diseñado por Eugenius Birch con hierro de la fundición Isia de Newport, Monmouthshire. Se trata de un edificio protegido de grado II.
Grandes extensiones de tierra fueron liberadas para el desarrollo a partir del 1850. Grandes villas individuales, para las clases medias, fueron construidas en la ladera sur de Worlebury Hill.  Viviendas pareadas y casas adosadas se construyeron en los terrenos bajos, detrás del malecón, en un área conocida como South Ward.  Muchas de estas casas han sido convertidas en pensiones por sus propietarios. La mayoría de las casas construidas en la época victoriana se construyeron de piedra y algunos elementos distintivos con piedra de Bath, influenciados por el arquitecto local Hans Price.
En 1885 fue construido el primer cable telegráfico transatlántico de la Commercial Cable Company, y la empresa comenzó una larga asociación con la ciudad, que terminó en 1962.
Guglielmo Marconi, inventor de la telegrafía sin hilos, transmitió con éxito señales de radio a través del canal de Bristol, en la primavera de 1897, desde Penarth (cerca de Cardiff) hasta Brean Down (al suroeste de Weston, al otro lado del río Axe).
Un segundo ferrocarril, la línea Weston - Clevedon -  Portishead, fue inaugurada el 1 de diciembre de 1897, conectando Weston con Clevedon. La estación terminal se encontraba en Ashcombe Road.  El ferrocarril se extendió hasta Portishead el 7 de agosto de 1907, pero fue cerrado el 18 de mayo de 1940.

## Turismo

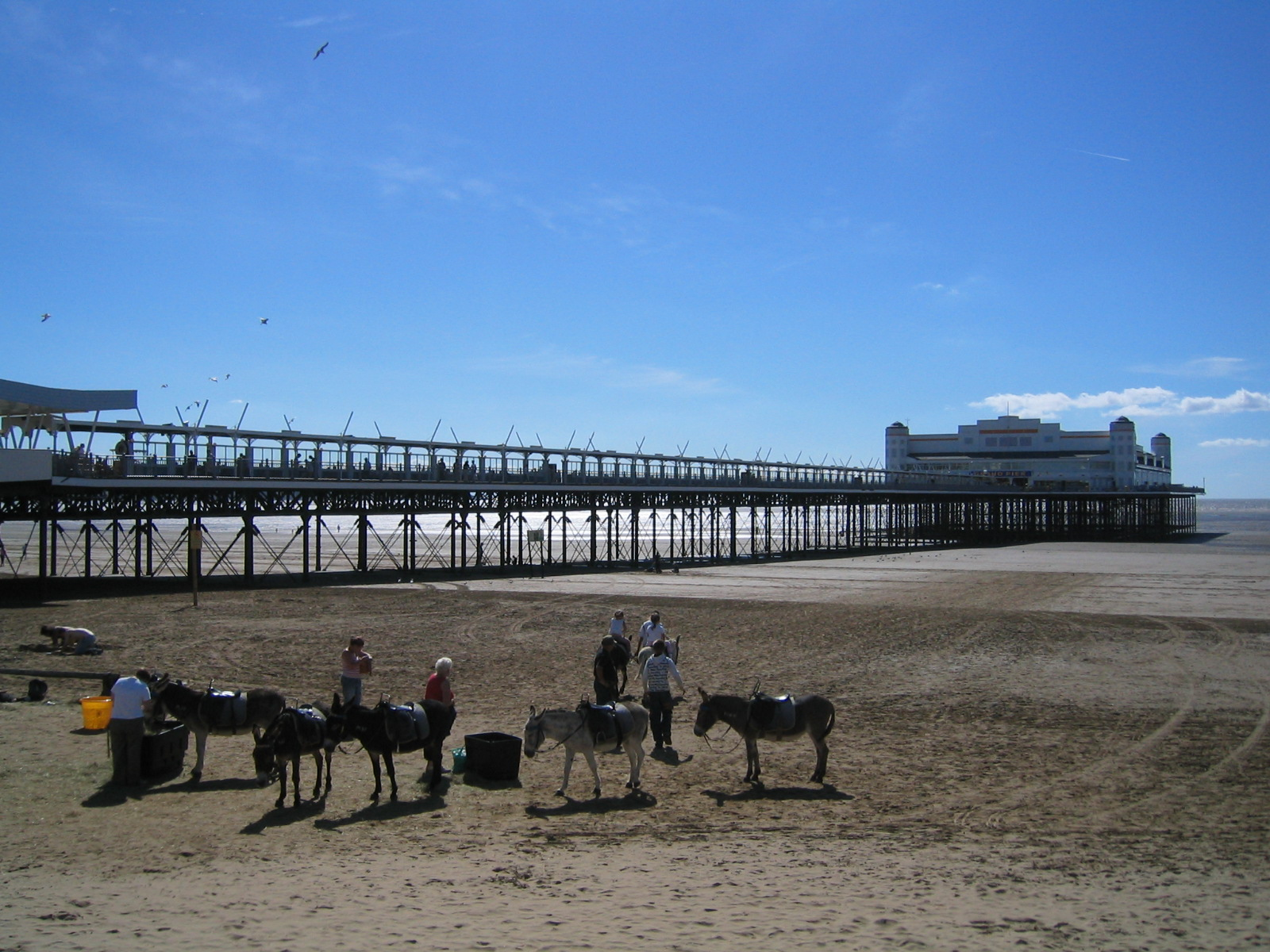
El Grand Pier (cuyo pabellón fue destruido en un incendio en 2008) y la playa durante la marea baja.

Weston-super-Mare es un popular destino turístico, con atracciones como la larga playa de arena, la mayor colección de helicópteros en el mundo en el Helicopter Museum, North Somerset Museum, el Grand Pier, el acuario Seaquarium y la (posiblemente) estacional Rueda de Weston. En Beach Lawns se puede encontrar un tren en miniatura accionado por locomotoras de vapor y diésel, y un minigolf.  El vapor de paletas Waverley y MV Balmoral ofrecen viajes diarios por mar desde Knightstone Island a diversos destinos a lo largo del canal de Bristol y el estuario del rio Severn, cuyas entradas se pueden obtener en el Centro de Información Turística.
The T4 On The Beach concert, hosted by Channel 4 youth programme T4, is a recent addition. El concierto T4 On the beach, organizado por el programa T4 de Canal 4, es una reciente adición.  Bandas y cantantes bien conocidos interpretan algunos de sus éxitos. El evento se produce para su emisión por televisión en directo.

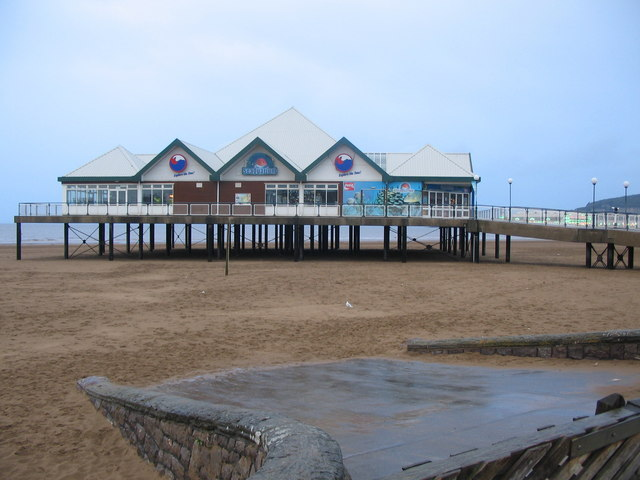
El acuario marino Seaquarium situado en la playa.

Exhibiciones de helicópteros ('International HeliDays') se ponen en escena en la playa en un fin de semana largo a finales de julio, con hasta 75 helicópteros de Europa volando en disposición estática, en colaboración con el Museo de helicópteros. Vuelos en helicóptero también se llevan a cabo de forma regular desde el helipuerto del Museo.  Hay también una exhibición anual de la flotilla Red Arrows.
La carrera de Weston Beach es un evento anual de Motocross Enduro, en octubre, celebrado por primera vez en 1982.  En 2005 atrajo a 1.400 competidores y cerca de 80.000 espectadores. Hay carreras para quads, sidecars y niños además del evento principal.
Weston es también el evento final del November West Country Carnival, cuando un gran número de carrozas iluminadas desfilan por las calles.
Algunas de las atracciones de la ciudad están abandonadas, han sido reparadas o están en reconversión:
- Birnbeck Pier, al norte de la ciudad se encuentra abandonado, aunque la compañía Urbana Splash con sede en Mánchester compró el muelle en 2006 y pronto anunciará planes para su restauración.
- Grand Pier, una de las atracciones turísticas más populares de la ciudad que alberga atracciones de estilo parque de atracciones, un circuito de karts, cafeterías, una fábrica de golosinas y un salón de recreativos. Se restauró por importe de 39 millones de libras después de que en 2008 un incendio destruyera el pabellón principal. Volvió a abrir sus puertas el 23 de octubre de 2010.[15] Algunas escenas de la película Lo que queda del día (1993) fueron filmadas allá.
- Knightstone Island históricamente albergó un teatro, piscina y sauna. Después de años de deterioro y abandono, la zona ha sido reconstruida. Se han construido en dicho lugar apartamentos de lujo y establecimientos comerciales. Se ha tenido en cuenta la condición de edificio protegido de gran parte del sitio. Son posibles salidas en barco desde aquí a Waverley y Balmoral (véase la Sección de Turismo) y viajes a la isla de Steep Holm, así como viajes cortos por la bahía de Weston.

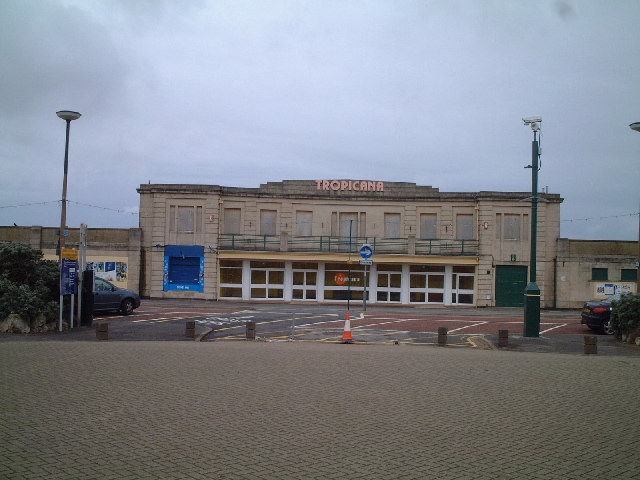
Tropicana.

- Tropicana: Esta piscina de natación al aire libre se encuentra en la sección sur del paseo marítimo, pero no ha sido utilizado durante varios años. Un promotor privado, Henry Boot, fue elegido para la remodelación del lugar con un nuevo complejo de ocio Life Station, que estaba previsto incluyera una piscina de seis calles y 25 metros (27 yardas) de largo, parque acuático, hotel, restaurante, ocho salas de cine, 14 locales comerciales, y una bolera. La remodelación fue acosada por las demoras y controversias.[16] Un grupo de residentes locales impugnó la decisión del Consejo de nombrar a Henry Boot, pidiendo presentar sus propias propuestas.[17] En noviembre de 2009, los planes fueron finalmente abandonados,[18] dejando el futuro del sitio incierto.

## Personas destacadas
Entre los actuales y anteriores residentes notables de la ciudad se incluyen:

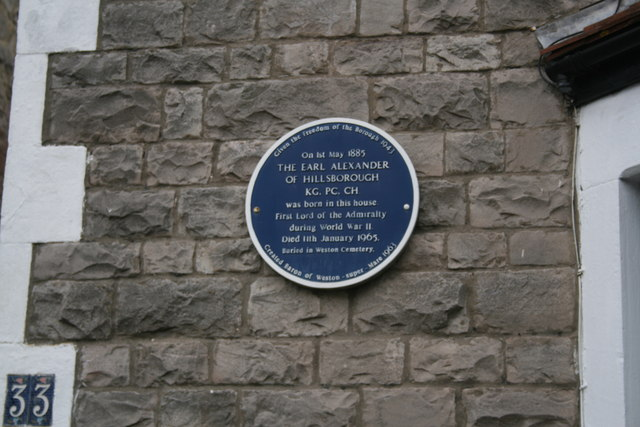
Placa que marca el lugar de nacimiento de A. V. Alexander, primer Conde Alexander de Hillsborough.

- John Oldmixon (1673–1742): historiador, nacido en Oldmixon.[19]
- Albert Victor Alexander, 1.er Conde Alexander de Hillsborough: ministro de Defensa en el gobierno de Clement Attlee, se crio en Weston-super-Mare.[20]
- Jeffrey Archer: autor, político y perjuro convicto.[21]
- Ritchie Blackmore: guitarrista y miembro fundador de Deep Purple, Rainbow y Blackmore's Night.[22]
- John Cleese: actor y miembro de Monty Python.[23]
- Roald Dahl: autor y periodista de la primera mitad del siglo XX.[24]
- Arthur Stanley Eddington (1882-1944): uno de los más famosos astrofísicos de la primera mitad del siglo XX.[25]
- Rupert Graves: actor, nació en la ciudad en 1963.[26]
- Bob Hope: comediante y actor, vivió aquí de niño.[27]
- Sean Martin: guionista y director de cine.[28]
- Con O'Neill: actor.[29]
- John Polkinghorne: físico de partículas y teólogo.[30]
- Hans Price: arquitecto.
- Paulo Radmilovic: medallista olímpico de oro.[31]
- Jill Dando: presentador y periodista asesinado. Una escuela y un jardín de Grove Park llevan su nombre.[32]
- Gareth Taylor: nacido en 1972 en la ciudad,[33][34] futbolista que ha jugado en los equipos Doncaster Rovers, Sheffield United, Burnley, Nottingham Forest y Tranmere Rovers.
- Peter Trego: jugador de cricket del equipo Somerset CCC.[35]